# Cymbidiinae
Cymbidiinae Benth. è una sottotribù di piante appartenente alla famiglia delle Orchidacee (sottofamiglia: Epidendroideae, tribù Cymbidieae).

## Tassonomia
La sottotribù comprende i seguenti generi:
- Acriopsis Reinw. ex Blume, 1823 (10 spp.)
- Cymbidium Sw., 1799 (78 spp.)
- Grammatophyllum Blume, 1825 (13 spp.)
- Porphyroglottis Ridl., 1896 (1 sp.)
- Thecopus Seidenf., 1984 (2 spp.)
- Thecostele Rchb.f., 1857 (1 sp.)